# تشاك جارلاند
تشاك جارلاند (بالإنجليزية: Chuck Garland)‏ مواليد 29 أكتوبر 1898 في بيتسبرغ - الوفاة 28 يناير 1971 في بالتيمور، كان لاعب كرة مضرب أمريكي وكان يلعب باليد اليمنى. كما أنه أحد أبطال الجراند سلام. أعلى تصنيف له كان المركز الـ 8.

## روابط خارجية
- تشاك جارلاند على موقع رابطة محترفي التنس (الإنجليزية)
- تشاك جارلاند على موقع قاعة مشاهير كرة المضرب الدولية (الإنجليزية)
- تشاك جارلاند على موقع أرشيف التنس.كوم (الإنجليزية)